# Монтроуз (Вісконсин)
Монтроуз (англ. Montrose) — місто (англ. town) в США, в окрузі Дейн штату Вісконсин. Населення — 1064 особи (2020).

## Демографія
Згідно з переписом 2010 року, у місті мешкала 1081 особа в 434 домогосподарствах у складі 321 родини. Було 453 помешкання
Расовий склад населення:
| - 96,9 % — білих - 0,3 % — чорних або афроамериканців - 0,3 % — азіатів - 1,9 % — осіб інших рас |

До двох чи більше рас належало 0,6 %. Частка іспаномовних становила 2,6 % від усіх жителів.
За віковим діапазоном населення розподілялося таким чином: 19,9 % — особи молодші 18 років, 66,8 % — особи у віці 18—64 років, 13,3 % — особи у віці 65 років та старші. Медіана віку мешканця становила 47,0 року. На 100 осіб жіночої статі у місті припадало 106,3 чоловіків;  на 100 жінок у віці від 18 років та старших — 104,7 чоловіків також старших 18 років.
Середній дохід на одне домашнє господарство  становив 107 502 долари США (медіана — 79 583), а середній дохід на одну сім'ю — 117 675 доларів (медіана — 102 841). Медіана доходів становила 61 908 доларів для чоловіків та 38 558 доларів для жінок. За межею бідності перебувало 6,9 % осіб, у тому числі 8,2 % дітей у віці до 18 років та 3,1 % осіб у віці 65 років та старших.
Цивільне працевлаштоване населення становило 692 особи. Основні галузі зайнятості: освіта, охорона здоров'я та соціальна допомога — 22,8 %, науковці, спеціалісти, менеджери — 13,4 %, сільське господарство, лісництво, риболовля — 13,3 %.